# Agrilus bentseni
Agrilus bentseni es una especie de insecto del género Agrilus, familia Buprestidae, orden Coleoptera. Fue descrita por Knull, 1954.
Mide 3.7 mm. Se encuentra en Texas, Estados Unidos. Los adultos se encuentran en Bernardia myricifolia (Euphorbiaceae).